# Recension ruthénienne
La Recension ruthénienne est le rituel en vigueur dans l'Église grecque-catholique ruthène. Elle comprend la Divine Liturgie de saint Jean Chrysostome, celle de saint Basile le Grand, la liturgie des Dons présanctifiés ainsi que les règles concernant les instruments de la liturgie et l'ordonnance du service. La version en vigueur a été publiée en 1942.

## Histoire
Au XVIIe siècle un certain nombre d'Églises orthodoxes de Ruthénie, essentiellement en opposition à la domination russe, se sont unies en communion à l'évêque de Rome, c'est-à-dire à l'Église catholique romaine. Certains aspects de la liturgie ont été modifiés afin de la distinguer nettement de la liturgie orthodoxe. Au xviiie et xixe siècles, l'Église catholique romaine paraissait associée à l'Occident au sommet de sa domination culturelle et matérielle alors que l'Église orthodoxe était soit l'expression d'un pouvoir oppressif en Russie, soit sous la domination non chrétienne de l'Empire ottoman. L'attrait de l'Occident entraîna une "latinisation" de plus en plus accentuée de la liturgie, certaines parties du culte pouvant même être dites en latin. Le résultat de ces évolutions fut la publication du Liturgicon en 1905.
En 1900 Andrey Sheptytsky fut élu métropolite de l'Église ruthène de Lviv. Il était profondément lié à l'Église catholique. Il était partisan d'un retour du rite ruthène à la tradition, réaffirmant la pureté du rite byzantin. L'une de ses principales motivation paraît avoir été la conversion des orthodoxes russes au catholicisme.
Le métropolite Sheptytsky entreprit la purification du rite ruthène afin d'en éliminer toute latinisation, s'appuyant pour cela sur son ami le père Cyrille Korolevskij (né François Charon). Celui-ci était féroce dans son opposition à la latinisation, au point d'être taxé de peu charitable par Sheptytsky lui-même dans son ouvrage "l'Uniatisme". Sheptytsky organisa sur ce sujet une conférence de tous les évêques ruthènes en 1927. Il y rencontra une forte opposition de ses évêques suffrageants. En 1930, il publia une première version du Liturgicon largement débarrassé des latinisations. Les évêques opposants obtinrent une médiation de Rome. La médiation de la Congrégation pour les Églises d'Orient, présidée par le cardinal Tisserant, opta, sur la suggestion de Korolevskij, pour le principe suivant : adopter les pratiques reçues par tous ; pour les pratiques sur lesquelles il y a divergence, s'en remettre à la pratique synodale russe (liturgie de Nicon).
La liturgie résultant de ces médiations fut l'objet de diverses publications dont l'essentiel en 1942. La dernière publication en 1973 est appelée Recension ruthénienne.